# Amiot 354
Amiot 354 představoval poslední verzi ze série rychlých dvoumotorových bombardérů rodiny letounů Amiot 350, který bojoval v rámci francouzského letectva v omezených počtech během bitvy o Francii v roce 1940 na počátku 2. světové války.

## Vývoj

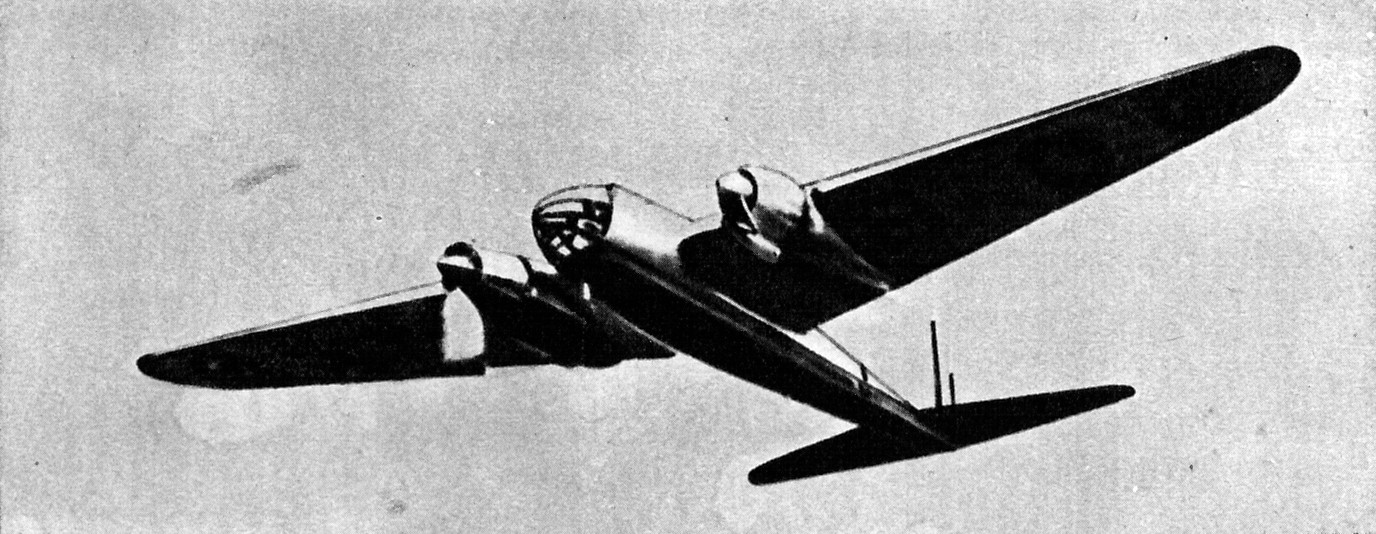
Prototyp Amiot 340

Série letounů Amiot 350 má svůj původ ve stejných požadavcích francouzské vlády jako jeho hlavní rival Lioré-et-Olivier LeO 451. Letoun byl poprvé představen jako maketa poštovního letounu na letecké výstavě „Salon l´Aéronautique“ v roce 1936. Nový aerodynamický celokovový středoplošník se zatahovacím podvozkem vzbudil velkou pozornost a představoval výrazný odklon od předchozích zastaralých typů. V roce 1935 konstruktéři spočítali teoretické výkony navrhovaných typů Amiot 340 a Amiot 341, které se lišily jen skladbou výzbroje a umístěním pilotní kabiny – Amiot 341 ji měl v ose trupu. Vývoj pokračoval i nadále, ačkoliv poměry ve francouzském leteckém průmyslu byly v druhé polovině 30. let 20. století víc než složité. Letecký průmysl byl zahlcen množstvím nejrůznějších objednávek, studií a programů od mnoha státních institucí. Nesporné kapacity francouzského leteckého průmyslu se tak tříštily v množství prototypů a návrhů, které se nikdy nedostaly do výroby.
V roce 1936 bylo rozhodnuto oslavit desáté výročí přeletu Atlantského oceánu Lindberghem rekordním letem z Paříže do New Yorku. Pro tento účel byl vybrán vyvíjený stroj Amiot 340. Tak vznikl letoun Amiot 370, který byl poháněn dvojicí motorů Hispano-Suiza 12Yjrs/Ykrs s výkonem 632 kW (860 hp). Letoun, který neměl vystouplý kryt pilotní kabiny, byl poprvé zalétán 25. července 1937. K plánovanému letu nakonec nedošlo, ale Francie s tímto letounem získala několik leteckých rekordů.
Konstruktéři museli zohlednit další požadavky vládní institucí, které požadovaly letoun se zdvojenou svislou ocasní plochou pro lepší ovladatelnost letounu a větší střelné pole hřbetního střelce. V té samé době byla zrušena kategorie letounů B5 (pětimístný bombardovací) a nahrazena kategorií B4. Také tomu se musel nový letoun přizpůsobit. V průběhu roku 1937 tak vznikl projekt série čtyřmístných letounů pod názvy Amiot 341, 342 (bombardéry), 343 (silná obranná výzbroj), 344 (bitevní letoun), 345 (dálkový bombardér), 346 a 347 (torpédové bombardéry). Drtivá většina však zůstala jen na papíře.
S téměř ročním zpožděním za konkurenčním letounem LeO.45 vzlétnul prototyp Amiot 340-01 6. prosince 1937. Tento prototyp se zúčastnil propagandistického dezinformačního recipročního letu do Berlína v roce 1938, aby přesvědčil Němce, že Francie má ve službě moderní bombardéry. Po dalších zkouškách byl letoun v roce 1938 upraven na prototyp Amiot 351-01 se zdvojenou ocasní plochou.
Tak vznikla typová řada 350, která zahrnovala letouny Amiot 350 (bombardér s motory Hispano-Suiza 12Y-50/51), Amiot 351 (motory Gnome-Rhône 14N-38/39), Amiot 352 (motory Hispano-Suiza 12Y-50/51), Amiot 353 (britské motory Rolls-Royce Merlin III), Amiot 354 (motory Gnome-Rhône 14N-48/49), Amiot 355 (Gnome-Rhône 14R-2/3), Amiot 356 (britské motory Rolls-Royce Merlin X) a Amiot 357-A4 (průzkumná verze s motory Hispano-Suiza 12Z-89 nebo 12Y-89).
Sériová výroba se však rozbíhala velice pomalu a typová řada musela být s přicházející 2. světovou válkou výrazně redukována. Nakonec bylo rozhodnuto o stavbě strojů Amiot 351 (s dvojitou ocasní plochou) a Amiot 354 (s jednoduchou ocasní plochou). Objednávka těchto moderních strojů dosáhla čísla 880. Nicméně skutečně bylo dodáno kolem 87 strojů.
První sériový letoun Amiot 351-B4 byl dodán v červenci 1939. Výroba se však soustředila na typ Amiot 354. Do zahájení německého útoku v roce 1940 jich bylo dokončeno jen 42 kusů.
Amiot 351 měl být osazen po jednom kulometu 7,5 mm MAC 1934 v nose letounu a na břiše letounu. Na hřbetu letounu měl být namontován jeden letecký kanón Hispano-Suiza HS.404 ráže 20 mm. Kvůli technickým problémům s instalací výzbroje mnoho letounů vstupovalo do služby u operačních jednotek pouze s lehkým kulometem Darne nebo MAC 1934 ráže 7,5 mm na této pozici.

## Operační historie
V květnu 1940 byly letouny Amiot 351/354 právě vybavovány dvě bombardovací „groupes“ – GB 1/21 (6 strojů) a GB II/21 (2 stroje) na základně v Avignonu. Dalších 5 strojů sloužilo u GB I/34. Zbytek bojeschopných strojů byl rozptýlen po skladech, ve zkušebních a výcvikových střediscích. Několik desítek letounů bylo v té době rozpracováno v továrnách v konečné fázi výroby. Tato situace byla dána tím, že letouny byly vyráběny ve třech továrnách. Dvě z nich byly později bombardovány Němci. 16. května 1940 provedly Amioty 351/354 ozbrojené průzkumné lety nad nizozemským Maastrichtem, což byly první akce letounů tohoto typu.
Od června byly Amioty 351/354 dodávány i k GB II/34. Letuschopné stroje byly používány na málo účinné noční nálety a průzkumné akce. K 5. červnu 1940, kdy byla zahájena 2. fáze německého tažení, měly zmíněné skupiny ve stavu 25 letounů, z kterých bylo 13 operačně způsobilých. V té době všechny Amioty 351/354 působily v severní Francii. Tři byly ztraceny v boji a dalších 10 při nehodách. Opožděné dodávky letounů Amiot 351-B4 byly zahájeny až 25. května 1940.
Letouny se účastnily poslední akce v noci ze 14. na 15. června a všechny dostaly 17. června 1940 rozkaz k evakuaci do Afriky, kam jich odletělo 39. Po podepsání příměří se jich do Francie vrátilo 29. Protože byl jejich počet příliš malý, Itálie o letouny neměla zájem. Proto byla většina v srpnu 1940 zrušena.
Pět letounů Amiot 351/354 pokračovalo ve službě i po bitvě o Francii jako poštovní letouny. Čtyři letouny Amiot 351/354 byly převeleny k Luftwaffe jako transportní letouny a sloužily i u speciální německé jednotky KG 200.
Motory odebrané z těchto letounů byly později použity na transportních letounech Messerschmitt Me 323.

## Varianty
Amiot 340.01
Jeden prototyp letounu s jednoduchou ocasní plochou poháněný dvojicí motorů Gnome-Rhône 14P s výkonem 686 kW (920 hp).

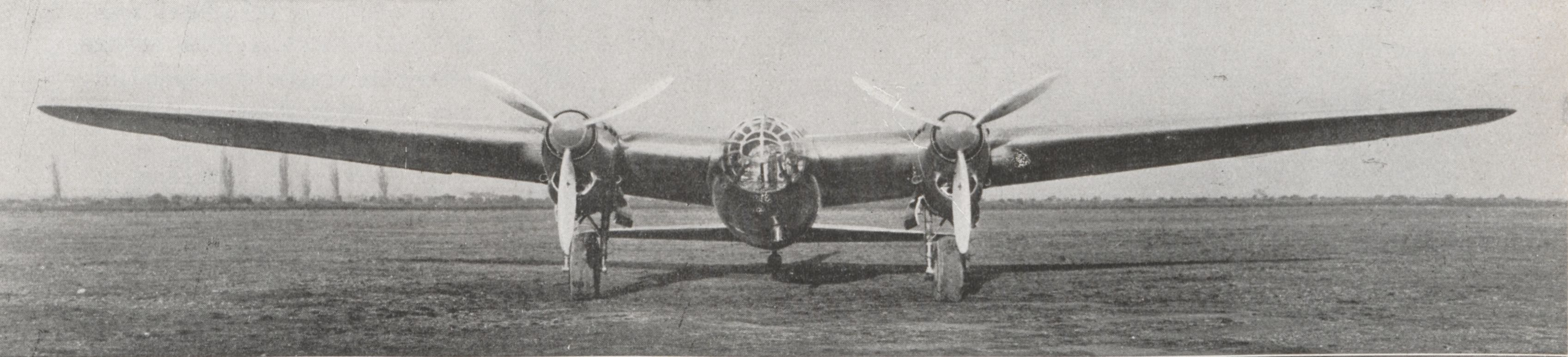
Amiot 350
Jeden letoun 351 s dvojicí motorů Hispano-Suiza 12Y-28/29 s výkonem 677 kW (920 hp).
Amiot 351.01
Prototyp letounu Amiot 351.
Amiot 351
Sériové letouny poháněné dvojicí motorů Gnome-Rhône 14N-38/39 s výkonem 699 kW (950 hp) se zdvojenou ocasní plochou.
Amiot 352
Jeden letoun 351 s dvojicí motorů Hispano-Suiza 12Y-50 / Hispano-Suiza 12Y-51 s výkonem 809 kW (1 100 hp).
Amiot 353
Jeden letoun 351 s dvojicí motorů Rolls-Royce Merlin III s výkonem 757 kW (1 030 hp).
Amiot 354
Letouny poháněné dvojicí motorů Gnome-Rhône 14N-48/49 s výkonem 787 kW (1 070 hp) s jednoduchou ocasní plochou. Postaveno nejméně 42 strojů.
Amiot 355.01
Jeden letoun 351 s dvojicí motorů Gnome-Rhône 14R-2/3 s výkonem 883 kW (1 200 hp).
Amiot 356.01
Jeden letoun 354 s dvojicí motorů Rolls-Royce Merlin X s výkonem 831 kW (1 130 hp).
Amiot 357
Jeden prototyp s přetlakovou kabinou pro létání ve velmi vysokých výškách pro průzkum. Letoun byl poháněn dvojicí přeplňovaných motorů Hispano-Suiza 12Z-89 s výkonem 883 kW (1 200 hp).
Amiot 358
Jeden letoun 351 vybavený po válce motory Pratt & Whitney R-1830 s výkonem 895 kW (1 200 hp).
Amiot 370
Jeden závodní letoun s jednoduchou ocasní plochou poháněný dvojicí motorů Hispano-Suiza 12Yjrs / Hispano-Suiza 12Yjrs s výkonem 632 kW (860 hp). Letoun byl speciálně postaven pro letecký závod (později zrušený) z Paříže do New Yorku.

## Specifikace (Amiot 354-B4)
Technické údaje pocházejí z publikací „Letadla 1939–45: Stíhací a bombardovací letadla Francie a Polska“ a „War Planes of the Second World War: Volume Seven Bombers and Reconnaissance Aircraft“.

### Technické údaje
- Posádka: 4 (pilot, druhý pilot, navigátor a bombometčík)
- Rozpětí: 22,83 m
- Délka: 14,50 m
- Výška: 4,08 m
- Nosná plocha: 67 m²
- Plošné zatížení: 168 kg/m²
- Prázdná hmotnost: 6 600 kg
- Max. vzletová hmotnost: 11 300 kg
- Pohonná jednotka: 2x hvězdicový motor Gnome-Rhône 14N-48/49
- Výkon pohonné jednotky: 1 070 k (787 kW)

### Výkony
- Cestovní rychlost: 350 km/h (217 mph) ve výšce ? m
- Maximální rychlost: 480 km/h (298 mph) ve výšce 4 550 m
- Dolet: 3 500 km (rychlostí 350 km/h, 800 kg pum)
- Dostup: 11 310 m
- Výstup do 4 000 m: 8 min. 7 s

### Výzbroj
- 2x kulomet MAC 1934 ráže 7,5 mm a 1 kulomet Darne nebo MAC 1934 ráže 7,5 mm nebo
- 2x kulomet MAC 1934 ráže 7,5 mm a 1 letecký kanón HS 404 ráže 20 mm
- 1 200 kg bomb

## Uživatelé
Francie
- Francouzské letectvo

 Třetí říše
- Luftwaffe